# Sprookjesopera
Een sprookjesopera (Frans: Opéra féerie, Duits: Märchenoper) is een operagenre, waarbij sprookjes, magische en/of bovennatuurlijke elementen de basis van het werk vormen.
De sprookjesopera ontstond in de 17e eeuw en werd populair gedurende de 18e en 19e eeuw. In de 19e tot vroege 20e eeuw werden componisten deels door nationalisme gemotiveerd zich op lokale volkslegendes en sprookjes te richten.

## Geschiedenis
In ruim twee eeuwen tijd werden tot het begin van het derde millennium talloze sprookjescomposities geschreven. Het zingen en/of theatraliseren van verhalen kent een lange geschiedenis in de westerse cultuur, van middeleeuwse mysterie- en passiespelen tot madrigalen en de zestiende-eeuwse Venetiaanse rapprezentazione tot ballet, opera en alle mengvormen die onder muziektheater vallen. Uiteindelijk  ontstond de sprookjesopera als tussenvorm van opera als fantastische vorm van theater waarin de innerlijke wereld van motieven en verlangens gepeild wordt en het sprookje als fantastische vorm van literatuur met zijn mythische en archetypische beelden.
In de achttiende eeuw waren sprookjesopera's zoals Grétry's Zémire et Azor (1771; naar Belle en het Beest) en Mozarts Zauberflöte (1791) nog een zeldzaamheid. Maar Webers Der Freischütz (1821) en zijn Engelstalige Oberon (1826) waren lichtende voorbeelden die gevolgd zouden worden door vele andere werken. De publicaties van onder andere de gebroeders Grimm en Andersen, de hernieuwde interesse voor eerder gepubliceerde bundels als die van Charles Perrault, en de opkomst van nationalistische tendensen met aandacht voor onder andere lokale legenden, sagen en sprookjes, deden in de negentiende eeuw de rest. In Rusland schreef Rimski-Korsakov Snegoerotsjka (1880-'81) en In Tsjechië componeerde Dvořák het werk Russalka (1901).

## Beschouwing
De integratie van sprookjes en muziek verliep niet vlekkeloos. Veel sprookjes zijn namelijk moeilijk tot libretto om te vormen: vaak zijn ze kort en bevatten ze weinig dramatische actie, terwijl actie juist nodig is om het publiek geboeid te houden in een per definitie trager verlopend zangspel. Librettisten manipuleerden daarom geregeld de teksten van de oorspronkelijke bronnen, doch met wisselend succes. In Engelbert Humperdincks sprookjesopera Hänsel und Gretel (1890-92) laat de vrouw van de houthakker haar kinderen niet met opzet in het bos achter maar stuurt ze hen erop uit paddenstoelen te zoeken, en is zij aan het eind van het verhaal nog in leven. Zulke ingrepen leiden tot een minder bruut verhaal en een happy end, maar tot de benodigde extra actie leiden ze niet. De Monts libretto voor Prinses Zonneschijn (1903) - muziek van Paul Gilson - was volgens muziekrecensent Van Holen een verslechtering van Perraults Doornroosje.
Sprookjes als Doornroosje en Assepoester zijn vaker omgewerkt tot opera maar waren niet altijd succesvol. Zo schreven onder andere  componisten als Michele Carafa, Henry Litolff en Charles Silver een versie van Doornroosje, maar zijn ze allemaal in de vergetelheid  geraakt. Aan de andere kant was er De Monts libretto voor Rijndwergen (1906) van August de Boeck componeerde, en in 1894 bekroond werd.
In Prinses Zonneschijn wordt zowel tekstueel als muzikaal aan Wagner gerefereerd. De Monts openingsscène van spinsters en naaisters lijkt geënt op het spinsterskoor uit Der Fliegende Holländer en voor de omtovering van Tjalda tot hert inspireerde hij zich mogelijk op Lohengrin waarin een soortgelijk metamorfose van mens tot zwaan voorkomt. Muzikaal vertoont deze partituur niet alleen sporen van Wagners Siegfried en Die Walküre maar ook de leidmotief en de muzikale taalgebruik zijn volgens Van Holen duidelijk Wagneriaans.
Sommige componisten waagden zich aan het schrijven van hun eigen libretto, al dan niet op basis van een bestaand sprookje. Voor Der Mond (1938), aanvankelijk bedoeld voor marionettentheater, maar nooit in die vorm gerealiseerd, nam Carl Orff het gelijknamige sprookje van de gebroeders Grimm vrijwel een-op-een over. Alleen de christelijke thematiek aan het eind van de Grimm-versie werd door Orff vermenselijkt: de heilige Petrus die orde op zaken stelt in de hel, is bij Orff een oude man die voordat hij tot actie overgaat, zich laat gaan gedurende een drinkpartij in de onderwereld.
Karoena de zeemeermin (1995) is een sprookje bedacht door Boudewijn Buckinx. In de tekst hiervan worden dromen, sprookjes, fantastische vertellingen, surrealistische verhalen, parabel, soap en allegorie verwerkt. Muzikaal, aldus Van Holen, geeft het een algemeen beeld van de operageschiedenis.

## Voorbeelden
- La Cenerentola (1817) van Gioachino Rossini. Het is een van de eerste duidelijk als sprookjesopera te definiëren opera's, gebaseerd op het sprookje Assepoester.[5] Ook op Assepoester gebaseerd is Cendrillon (1899) van Jules Massenet.
- Aladin (1822) van Nicolas Isouard (†1818), in 1822 voltooid door Angelo Maria Benincori, gebaseerd op het sprookje Aladin en de wonderlamp. Deze sprookjesopera, opgevoerd in de Opéra Garnier, was het eerste podiumvoorstelling ooit waar gasverlichting gebruikt werd.[2]
- Le Petit Chaperon de Rouge (1818) van François-Adrien Boieldieu, gebaseerd op het sprookje Roodkapje.[6]
- Le roi Carotte (1872) en Le voyage dans la lune (1875) van Jacques Offenbach.
- Hänsel und Gretel (1893) van Engelbert Humperdinck, gebaseerd op het sprookje Hans en Grietje. Dit is mogelijk de meest opgevoerde van alle sprookjesopera's. Het heeft wereldwijd generaties aan kinderen ingewijd tot opera.[3][5]
- Čert a Káča (1899) en Rusalka (1901) van Antonín Dvořák.[2][5]
- De gouden haan (na 1904) van Rimsky-Korsakov.[2]